# Xylena nupera
Xylena nupera är en fjärilsart som beskrevs av Joseph Albert Lintner 1874. Xylena nupera ingår i släktet Xylena och familjen nattflyn. Inga underarter finns listade i Catalogue of Life.